# Dame-Marie (Eure)
Dame-Marie is een plaats en voormalige gemeente in het Franse departement Eure (regio Normandië) en telt 89 inwoners (2009). De plaats maakt deel uit van het arrondissement Évreux. Dame-Marie is op 1 januari 2016 gefuseerd met de gemeenten Saint-Nicolas-d'Attez en Saint-Ouen-d'Attez tot de gemeente Sainte-Marie-d'Attez. 

## Geografie
De oppervlakte van Dame-Marie bedraagt 11,5 km², de bevolkingsdichtheid is dus 7,7 inwoners per km².
De onderstaande kaart toont de ligging van Dame-Marie (Eure) met de belangrijkste infrastructuur en aangrenzende gemeenten.

## Demografie
Onderstaande figuur toont het verloop van het inwonertal (bron: INSEE-tellingen).